# (9662) Frankhubbard
(9662) Frankhubbard est un astéroïde de la ceinture principale.

## Description
(9662) Frankhubbard est un astéroïde de la ceinture principale. Il fut découvert le 12 avril 1996 à Prescott par Paul G. Comba. Il présente une orbite caractérisée par un demi-grand axe de 2,76 UA, une excentricité de 0,18 et une inclinaison de 9,3° par rapport à l'écliptique.
Il a été nommé en hommage au facteur de clavecins américain Frank Hubbard (1920-1976).

## Compléments